# Прапор Устинівського району
Пра́пор Усти́нівського райо́ну — офіційний символ Устинівського району Кіровоградської області, затверджений 24 жовтня (12 вересня) 2003 року рішенням № 115 сесії Устинівської районної ради. Автор проекту — В. Кривенко.

## Опис
Прапор являє собою прямокутне полотнище зі співвідношенням сторін 2:3, що складається з трьох горизонтальних смуг: жовтої, синьої та жовтої зі співвідношенням ширини 1:5:1; у центрі синьої смуги знаходиться золотий сокіл-боривітер, що летить.

## Символіка
Наявність сокола пояснюється тим, що серед рідкісних птахів, занесених до Червоної книги України, є боривітер степовий, гнізда якого були виявлені у природних заповідниках району. Сокіл є символом перемоги, величі духу, світла та свободи. Символ сокола завжди ототожнювався з образом козака-захисника християнської віри та рідної землі.